# Internationale Cricket-Saison 2019/20
Die internationale Cricket-Saison 2019/20 fand zwischen Oktober 2019 und April 2020 statt. Als Wintersaison trugen vorwiegend die Mannschaften aus Südasien, der Karibik und Ozeanien ihre Heimspiele aus. Die ausgetragenen Tests der internationalen Touren bildeten die Grundlage für die ICC Test Championship. Die ODI bildeten den Grundstock für die ICC ODI Championship und die Twenty20-Spiele für die ICC T20I Championship. Auf Grund der COVID-19-Pandemie wurde im März zahlreiche Spiele und Touren entweder verschoben oder abgesagt.

## Überblick

### Internationale Touren
| Beginn             | Heimteam    | Auswärtsteam | Resultate | Resultate | Resultate | Artikel |
| Beginn             | Heimteam    | Auswärtsteam | Test      | ODI       | Twenty20  | Artikel |
| ------------------ | ----------- | ------------ | --------- | --------- | --------- | ------- |
| 5. September 2019  | Bangladesch | Afghanistan  | 0–1 [1]   |           |           | Artikel |
| 15. September 2019 | Indien      | Südafrika    | 3–0 [3]   | [3]       | 1–1 [3]   | Artikel |
| 27. September 2019 | Pakistan    | Sri Lanka    | 1–0 [2]   | 2–0 [3]   | 0–3 [3]   | Artikel |
| 27. Oktober 2019   | Australien  | Sri Lanka    |           |           | 3–0 [3]   | Artikel |
| 1. November 2019   | Neuseeland  | England      | 1–0 [2]   |           | 2–3 [5]   | Artikel |
| 3. November 2019   | Australien  | Pakistan     | 2–0 [2]   |           | 2–0 [3]   | Artikel |
| 3. November 2019   | Indien      | Bangladesch  | 2–0 [2]   |           | 2–1 [3]   | Artikel |
| 5. November 2019   | Afghanistan | West Indies  | 0–1 [1]   | 0–3 [3]   | 2–1 [3]   | Artikel |
| 6. Dezember 2019   | Indien      | West Indies  |           | 2–1 [3]   | 2–1 [3]   | Artikel |
| 12. Dezember 2019  | Australien  | Neuseeland   | 3–0 [3]   | 1–0 [3]   |           | Artikel |
| 26. Dezember 2019  | Südafrika   | England      | 1–3 [4]   | 1–1 [3]   | 1–2 [3]   | Artikel |
| 5. Januar 2020     | Indien      | Sri Lanka    |           |           | 2–0 [3]   | Artikel |
| 7. Januar 2020     | West Indies | Irland       |           | 3–0 [3]   | 1–1 [3]   | Artikel |
| 14. Januar 2020    | Indien      | Australien   |           | 2–1 [3]   |           | Artikel |
| 19. Januar 2020    | Simbabwe    | Sri Lanka    | 0–1 [2]   |           |           | Artikel |
| 24. Januar 2020    | Pakistan    | Bangladesch  | 1–0 [2]   | – [1]     | 2–0 [3]   | Artikel |
| 24. Januar 2020    | Neuseeland  | Indien       | 2–0 [2]   | 3–0 [3]   | 0–5 [5]   | Artikel |
| 21. Februar 2020   | Südafrika   | Australien   |           | 3–0 [3]   | 1–2 [3]   | Artikel |
| 22. Februar 2020   | Bangladesch | Simbabwe     | 1–0 [1]   | 3–0 [3]   | 2–0 [2]   | Artikel |
| 22. Februar 2020   | Sri Lanka   | West Indies  |           | 3–0 [3]   | 0–2 [2]   | Artikel |
| 6. März 2020       | Afghanistan | Irland       |           |           | 2–1 [3]   | Artikel |
| 19. März 2020      | Sri Lanka   | England      | – [2]     |           |           | Artikel |
| 21. März 2020      | Asia XI     | World XI     |           |           | – [2]     | Artikel |
| 24. März 2020      | Neuseeland  | Australien   |           |           | – [3]     |         |
| 25. März 2020      | Namibia     | Niederlande  |           | – [2]     | – [4]     |         |
| 2. April 2020      | Simbabwe    | Irland       | – [1]     |           | – [5]     |         |

### Internationale Turniere
| Beginn             | Turnier                                             | Land                         |
| ------------------ | --------------------------------------------------- | ---------------------------- |
| 13. September 2019 | United States Tri-Nation Series 2019/20 (September) | Vereinigte Staaten           |
| 13. September 2019 | Bangladesh Tri-Nation Series 2019/20                | Bangladesch                  |
| 15. September 2019 | Ireland Tri-Nation Series 2019/20                   | Irland                       |
| 27. September 2019 | Singapore Tri-Nation Series 2019/20                 | Singapur                     |
| 5. Oktober 2019    | Oman Pentangular Series 2019/20                     | Oman                         |
| 18. Oktober 2019   | ICC T20 World Cup Qualifier 2019                    | Vereinigte Arabische Emirate |
| 8. Dezember 2019   | United Arab Emirates Tri-Nation Series 2019/20      | Vereinigte Arabische Emirate |
| 6. Januar 2020     | Oman Tri-Nation Series 2019/20                      | Oman                         |
| 5. Februar 2020    | Nepal Tri-Nation Series 2019/20                     | Nepal                        |
| 1. April 2020      | United States Tri-Nation Series 2019/20 (April)     | Vereinigte Staaten           |
| 20. April 2020     | Namibia Tri-Nation Series 2019/20                   | Namibia                      |

### Internationale Touren (Frauen)
| Beginn             | Heimteam    | Auswärtsteam | Resultate | Resultate | Artikel |
| Beginn             | Heimteam    | Auswärtsteam | WODI      | WTwenty20 | Artikel |
| ------------------ | ----------- | ------------ | --------- | --------- | ------- |
| 5. September 2019  | West Indies | Australien   | 0–3 [3]   | 0–3 [3]   | Artikel |
| 5. September 2019  | Indien      | Südafrika    | 3–0 [3]   | 3–1 [6]   | Artikel |
| 29. September 2019 | Australien  | Sri Lanka    | 3–0 [3]   | 3–0 [3]   | Artikel |
| 26. Oktober 2019   | Pakistan    | Bangladesch  | 1–1 [2]   | 3–0 [3]   | Artikel |
| 1. November 2019   | West Indies | Indien       | 1–2 [3]   | 0–5 [5]   | Artikel |
| 9. Dezember 2019   | Pakistan    | England      | 0–2 [3]   | 0–3 [3]   | Artikel |
| 25. Januar 2020    | Neuseeland  | Südafrika    | 0–3 [3]   | 3–1 [5]   | Artikel |

### Internationale Turniere (Frauen)
| Beginn           | Turnier                                     | Land       |
| ---------------- | ------------------------------------------- | ---------- |
| 31. Januar 2020  | Australia Women’s Tri-Nation Series 2019/20 | Australien |
| 21. Februar 2020 | ICC Women’s T20 World Cup 2020              | Australien |

## Nationale Meisterschaften
Aufgeführt sind die nationalen Meisterschaften der Full Member des ICC.
| Land                              | First-Class                                | List A                                   | Twenty20                           |
| --------------------------------- | ------------------------------------------ | ---------------------------------------- | ---------------------------------- |
| Afghanistan                       | Ahmad Shah Abdali 4-day Tournament 2019/20 |                                          | Afghanistan Premier League 2019/20 |
| Australien                        | Sheffield Shield 2019/20                   | JLT One-Day Cup 2019/20                  | Big Bash League 2019/20            |
| Bangladesch                       | National Cricket League 2019/20            |                                          | Bangladesh Premier League 2019/20  |
| Bangladesh Cricket League 2019/20 |                                            |                                          |                                    |
| Indien                            | Ranji Trophy 2019/20                       | Vijay Hazare Trophy 2019/20              | Indian Premier League 2020         |
| Duleep Trophy 2019/20             | Deodhar Trophy 2019/20                     | Syed Mushtaq Ali Trophy 2019/20          |                                    |
| Irani Cup 2019/20                 |                                            |                                          |                                    |
| Sri Lanka                         | Premier Trophy 2019/20                     | Premier Limited Overs Tournament 2019/20 | SLC Twenty-20 Tournament 2019/20   |
| Neuseeland                        | Plunket Shield 2019/20                     | Ford Trophy 2019/20                      | Dream 11 Super Smash 2019/20       |
| Pakistan                          | Quaid-e-Azam Trophy 2019/20                | Quaid-e-Azam One Day Cup 2019/20         | National T-20 Cup 2019/20          |
|                                   |                                            | Pakistan Super League 2020               |                                    |
| Simbabwe                          | Logan Cup 2019/20                          | Pro50 Championship 2019/20               |                                    |
| Südafrika                         | Sunfoil Series 2019/20                     | Momentum 1 Day Cup 2019/20               | CSA T20 Challenge 2019/20          |
| West Indies                       | WICB Professional Cricket League 2019/20   | WICB Regional Super50 2019/20            |                                    |